# Ljubuški
Ljubuški – miasto w Bośni i Hercegowinie, w Federacji Bośni i Hercegowiny, w kantonie zachodniohercegowińskim, siedziba miasta Ljubuški. W 2013 roku liczyło 4023 mieszkańców, z czego większość stanowili Chorwaci.